# Wedderburn (Nouvelle-Galles du Sud)
Wedderburn est un quartier de la ville australienne de Campbelltown, située dans l'agglomération de Sydney en Nouvelle-Galles du Sud. 

## Géographie
Wedderburn est situé à 57 km au sud-ouest du quartier central de Sydney, sur la rive droite de la rivière Georges. Les gorges escarpées et la végétation dense lui confèrent une atmosphère de petite ville de campagne plutôt que de banlieue. Le pont-jetée sur Wedderburn Road, qui constitue le lien principal vers Campbelltown, est connu pour être inondé lors de fortes pluies, ce qui augmente l'isolement de Wedderburn.

## Histoire
La zone occupée aujourd'hui par Wedderburn était habitée à l'origine par le peuple aborigène des Tharawal. Dans les années 1880, les colons d'origine européenne s'établissent dans la région où ils défrichent la terre et plantent des vergers qui existent encore aujourd'hui. Le premier pont de Wedderburn est construit en 1892 et une école et un bureau de poste sont ouverts en 1896. Cependant l'électricité n'atteint Wedderburn qu'en 1952. 

## Démographie
En 2016, la population s'élevait à 633 habitants.

## Politique
Wedderburn appartient à la zone d'administration locale de Campbelltown et relève de la circonscription de Macarthur pour les élections à la Chambre des représentants.